# Niva kraftverk 3
Niva kraftverk 3 (ryska: Нива ГЭС-3) är ett ryskt vattenkraftverk i Niva i Murmansk oblast, Ryssland.
Bygget startade 1937 och kraftverket invigdes 1949. Det ägs och drivs av det ryska energiföretaget TGK-1, ett dotterbolag till Kolskenergo (Kola energi).
Niva kraftverk 3 utnyttjar ett fall på 74 meter i älven. Det har fyra Francisturbin med en installerad effekt av totalt 155,5 MW.